# Osenovska Reka
Osenovska Reka (bulgariska: Осеновска Река) är ett vattendrag i Bulgarien.   Det ligger i regionen Blagoevgrad, i den västra delen av landet, 90 km söder om huvudstaden Sofia.
I omgivningarna runt Osenovska Reka växer i huvudsak blandskog. Runt Osenovska Reka är det ganska glesbefolkat, med 28 invånare per kvadratkilometer.